# Twilight of the Idols (álbum)
Twilight of the Idols (In Conspiracy with Satan) es el sexto álbum de estudio de la banda noruega de black metal Gorgoroth, lanzado el 21 de julio de 2003 por el sello discográfico Nuclear Blast. Este álbum es el único con el batería Kvitrafn, que ingresó en la banda en el año 2000 y la abandonó cuatro años más tarde. La portada contiene una imagen de la iglesia de Fantoft ardiendo, que fue censurada en algunos países.
Durante la gira promocional del álbum, Gorgoroth realizó un polémico concierto el 1 de febrero de 2004 en Cracovia (Polonia) por el que fueron denunciados por las autoridades de ese país.

## Grabación
El anterior álbum de Gorgoroth, Incipit Satan, en febrero del año 2000. Dos años más tarde, el vocalista Gaahl fue detenido y encarcelado por golpear y torturar a un hombre de 41 años y el guitarrista Tormentor anunció su salida de la banda. Mientras tanto, en mayo de ese año, los restantes miembros: el guitarrista Infernus, el bajista King ov Hell y el batería Kvitrafn (que se había unido tras la publicación de Incipit Satan) comenzaron la grabación de un nuevo álbum, cuya mayoría de la música había sido compuesta por King. La grabación de los instrumentos fue realizada en los estudios Shimmer Recordings de Bergen, pero la banda tuvo que esperar hasta enero de 2003 para grabar las voces, pues Gaahl fue puesto en libertad diciembre. Una vez completada la grabación y la mezcla del álbum, titulado Twilight of the Idols (In Conspiracy with Satan), fue realizado el proceso de masterizado por Herbrand Larsen (teclista de Enslaved) y Brynjulf en los estudios Polar de Estocolmo.

## Lista de canciones
| N.º | Título                                         | Letras   | Música       | Duración |  |
| 1.  | «Procreating Satan»                            | Gaahl    | Kvitrafn     | 3:43     |  |
| 2.  | «Proclaiming Mercy - Damaging Instinct of Man» | Gaahl    | King ov Hell | 2:56     |  |
| 3.  | «Exit - Through Carved Stones»                 | Gaahl    | King ov Hell | 5:46     |  |
| 4.  | «Teeth Grinding»                               | Gaahl    | King ov Hell | 4:34     |  |
| 5.  | «Forces of Satan Storms»                       | Infernus | King ov Hell | 4:35     |  |
| 6.  | «Blod og Minne»                                | Gaahl    | King ov Hell | 3:27     |  |
| 7.  | «Of Ice and Movement…»                         | Gaahl    | Kvitrafn     | 6:42     |  |
| 8.  | «Domine in Virtute tua Laetabitur Rex»         | Gaahl    | Infernus     | 0:53     |  |

## Créditos
| Gorgoroth - Gaahl - vocalista - Infernus - guitarrista - King ov Hell - bajista - Kvitrafn - batería | Producción - Gorgoroth - producción - Herbrand Larsen – ingeniero de sonido - Brynjulf - ingeniero de sonido |